# Praxillura ornata
Praxillura ornata är en ringmaskart som beskrevs av Addison Emery Verrill 1880. Praxillura ornata ingår i släktet Praxillura och familjen Maldanidae. Inga underarter finns listade i Catalogue of Life.